# Cosplay
Betegnelsen Cosplay (コスプレ kosupure) er en sammensætning af ordene "Costume" og "Play", og er en form for performancekunst med ofte tilhørende kostume og tilbehør, hvor deltageren optræder som en specifik figur eller idé.
Oprindeligt var det et amerikansk koncept, der i større grad omhandlede at klæde sig ud som sit største superhelte- og skurkeidol til festivaler eller Conventions for at hædre dennes serie, men i dag omhandler begrebet en meget større skare. Der gik nemlig ikke længe før japanerne tog fænomenet til sig, og derfor forbindes cosplay i dag også mest med at klæde sig ud som figurerne kommer ofte fra diverse japanske og østasiatiske medier, inklusive manga, anime, tokusatsu, tegneserier, grafiske romaner, computerspil, hentai og fantasy film. Andre kilder inkluderer optrædende fra J-pop, J-rock, visual kei, fantasy musikhistorier (såsom historier af bandet Sound Horizon), romaner og objekter fra Internettet eller den virkelige verden, der er unikke og dramatiske (især hvis de har eller kan gives en antropomorfisk form).
Deltagere i cosplay ("cosplayers") udgør en subkultur centreret omkring det at være iført deres kostumer og udøve scener eller opfinde sandsynlig opførsel inspireret af deres valgte kilder. I nogle kredse er udtrykket cosplay udvidet til at omfatte blot det at være iført et kostume, uden særlig hensyntagen til den optrædende del.
I Japan kan cosplay ses ved offentlige arrangementer såsom computerspil-shows, såvel som dedikerede cosplayfester på natklubber eller i forlystelsesparker. Det er ikke usædvanligt for japanske teenagere at samle sig med ligesindede venner i områder såsom Tokyos Harajuku-distrikt for at tage del i cosplay. I områder uden for Japan, ses cosplay primært ved anime conventions.
I Danmark findes der også både store, og små anime conventions mellem de danske cosplayeres, som er rundt omkring i landet. Den største er J-Popcon, som afholdes i DGI-Byen i København.
Cosplay handler dog ikke kun om at klæde sig ud, men også at møde nye mennesker, og have det sjovt med dem man møder fra hobbien cosplay.